# Hazim Abdul Ridha
Hazim Abdul Rasul Abdul Ridha (ar. حازم عبد الرسول عبد الرضا; ur. w 1961) – iracki zapaśnik walczący przeważnie w stylu klasycznym. Olimpijczyk z Moskwy 1980, gdzie zajął dziewiąte miejsce w wadze muszej.
Złoty medalista igrzysk panarabskich w 1985. Mistrz arabski w 1979 roku i 1983.
Wojskowy wicemistrz świata w 1979 roku.

## Letnie Igrzyska Olimpijskie 1980
| Konkurencja          | Rundy eliminacyjne | Rundy eliminacyjne      | Klas. końcowa |
| Konkurencja          | Przeciwnik I       | Przeciwnik II           | Miejsce       |
| -------------------- | ------------------ | ----------------------- | ------------- |
| 52 kg styl klasyczny | Lajos Rácz (HUN) P | Antonín Jelínek (TCH) P | 9.            |